# Parc Ribalta

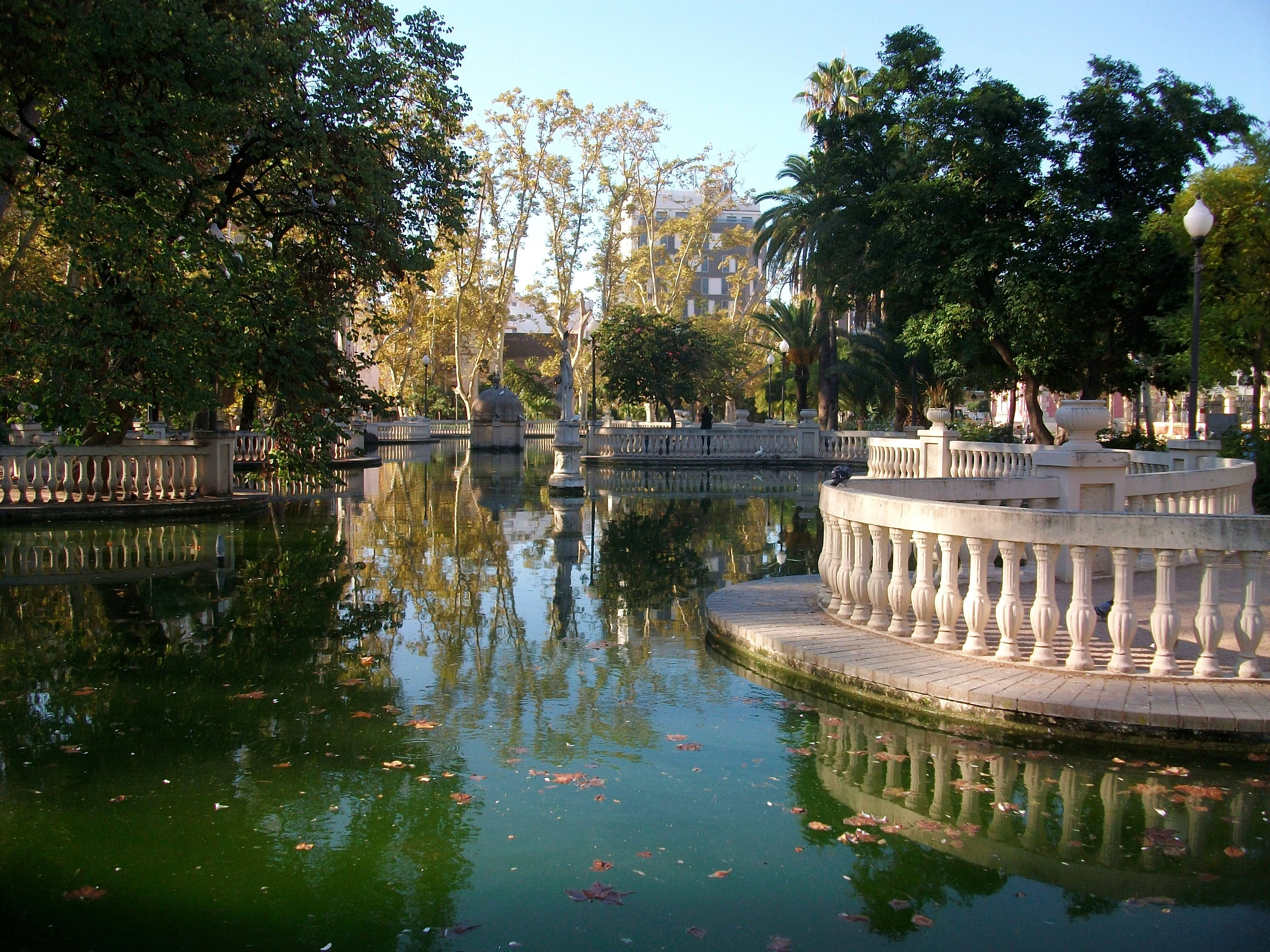
Estany del parc.

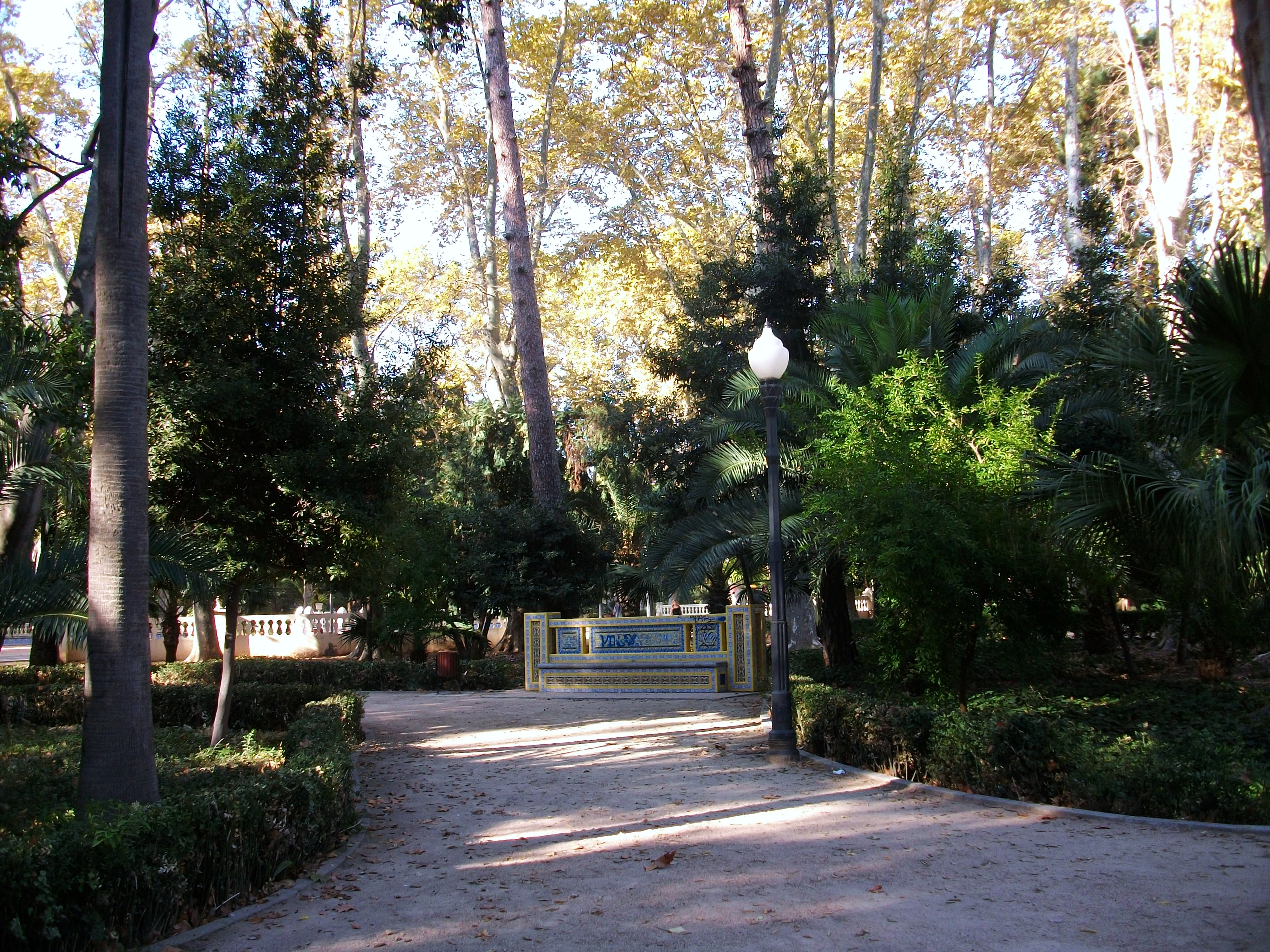
Parc Ribalta.

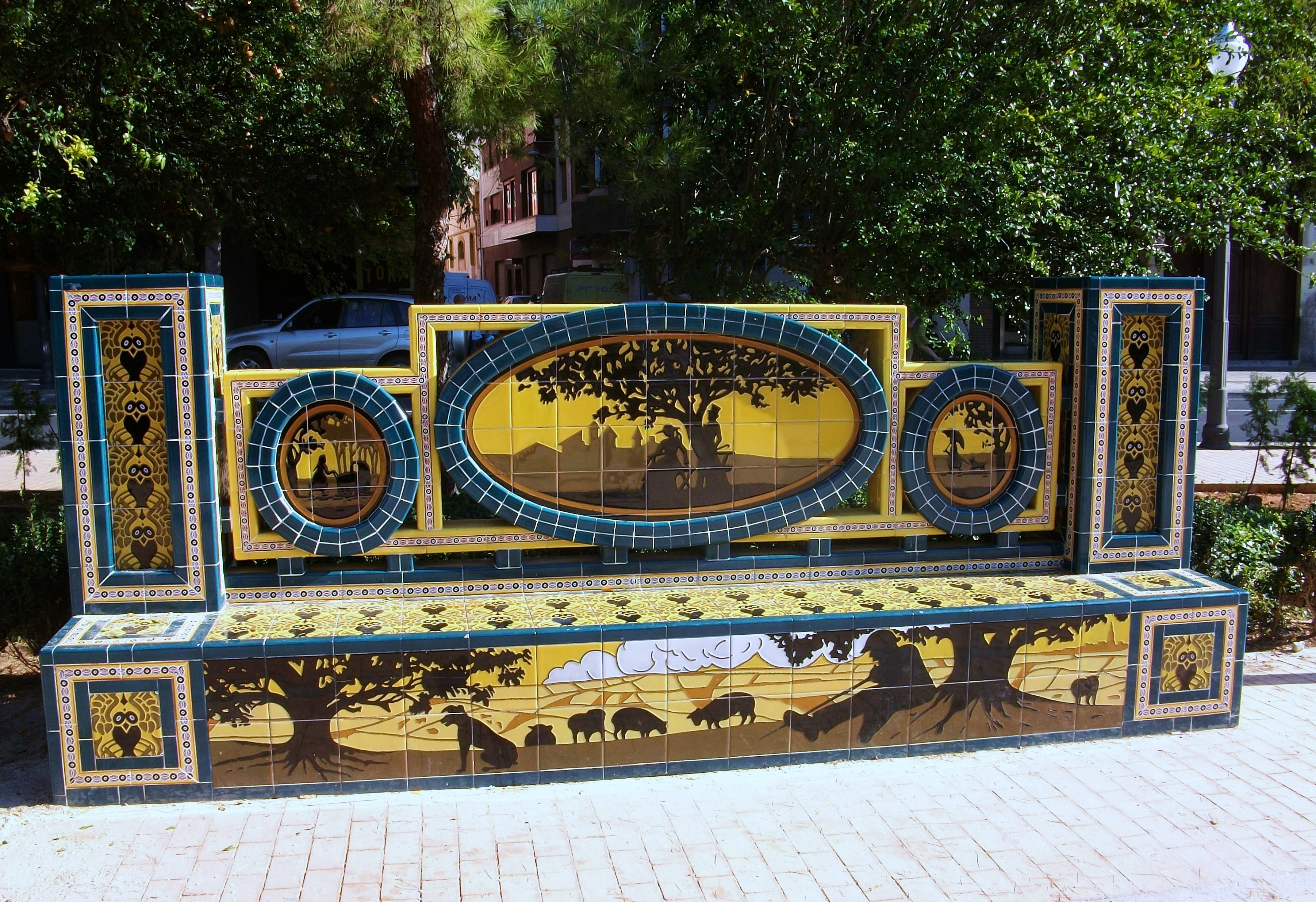
Banc del parc.

El parc Ribalta és l'únic parc públic del centre de Castelló de la Plana, es tracta d'una de les zones més representatives de la ciutat.

## Història
La configuració del parc comença al segle xix, quan comença la industrialització a la ciutat. Es va construir, per iniciativa de l'Ajuntament, per oferir als viatgers de tren la sensació de poder econòmic de la ciutat. Es va construir sobre l'antic cementeri del Calvari, i des del primer moment es va dedicar a Francesc Ribalta (que es pensava en aquells temps que era nascut a Castelló de la Plana). En 1876, l'Ajuntament va ampliar el parc amb les terres ofertes pel Comte de Pestagua.

## Localització
En el centre de la ciutat, davant de la plaça de bous. Forma part de l'eix històric-artístic que formen el mateix parc, la plaça de la Independència (La Farola), la plaça de Tetuan (correus) i el carrer Colón (Catedral).

## Observacions
En Festes de la Magdalena, l'encessa de gaiates es fa al passeig central del parc.

### Edificis d'interés
- La Pèrgola: Edifici polifuncional del parc.
- Templet de música: Construït el 1934, obra de Francesc Maristany.
- Colomer: Torre construïda a una maranyeta.

### Elements d'interés
- Estàtua de Ribalta: Erigida el 1927, a la rodona principal del parc.
- Obelisc: Es va erigir el 1897, projectat per Francesc Tomás Traver. Es va assolar el 1938, i reconstruir a 1980. Recorda les jornades del 7, 8 i 9 de juliol de 1837, quan la ciutat va resistir els atacs carlistes.
- Seients de ceràmica
- Llac: Traçat el 1920.
- Antiga creu dels caiguts, que posteriorment va estar dedicada a les víctimes de la violència i que fou retirada el 4 de gener de 2023,[1] després d'un procés que va durar cinc anys.[2]

### Pas del TVRCas
Actualment, l'Ajuntament ha projectat que la línia 1 del TVRCas travesse transversalment el parc, pel seu passeig central.
El projecte es basa a crear una carretera de formigó i empedrat, que travesse el parc d'oest a est, amb una longitud de 292 metres i una amplària de 12 metres. Addicionalment, s'afegiran dos paraetes, instal·lacions de joc infantil i tiestos de formigó per separar el trànsit rodat dels vianants.
La Generalitat Valenciana ha emés un dictamen (a través de la Direcció General de Patrimoni Cultural) permetent el pas del trolebús a canvi d'una sèrie de millores al parc i el seu entorn, en especial la semipeatonalització dels carrers que envolten al parc: Passeig Ribalta imparells i el carrer Pérez Galdós.
Per altra banda, els órgans consultius de la Generalitat en matèria de patrimoni (Consell Valencià de Cultura, Reial Acadèmia de Belles Arts de Sant Carles, Universitat Politècnica de València, Universitat Jaume I) i el Col·legi d'Arquitectes de Castelló han publicat dictàmens contraris al projecte, afirmant que repercutirà negativament al parc històric, i que l'actuació projectada seria irreversible per a aquest.
Part de la societat civil de Castelló s'ha agrupat a una plataforma anomenada SOS Ribalta per evitar la creació del nou vial al parc. Van realitzar recollides de signatures i diversos actes públics.
L'ajuntament de Castelló de la Plana té previst començar les obres al parc en agost de 2008.